# Urania fulgens
Urania fulgens es una polilla de hábitos diurnos de la familia Uraniidae. Habita regiones que van desde Veracruz, México, a través de América Central hasta el noroeste de América del Sur (al oeste de los Andes y al sur hasta Ecuador). Tiene hábitos altamente migratorios; se ha reportado que el alcance de sus vuelos ha incluido zonas que llegan hasta Texas, Estados Unidos de América.
Algunas veces es confundida, dado el parecido entre ambas, con la especie U. leilus, pero debe recordarse que esa especie se encuentra sólo al este de los Andes, posee un tamaño ligeramente mayor, y tiene más coloración blanca hacia las prolongaciones de sus alas. Individuos de ambas especies han sido a veces tratados como conespecíficos.
Como pareciera ser el caso en todas las especies del género Urania, las larvas de Urania fulgens se alimentan exclusivamente del género de plantas tóxicas Omphalea.